# Moser Baer India
Moser Baer India – drugi na świecie pod względem wielkości, indyjski producent nośników danych.
Firma z powstała w 1983 r. z inicjatywy Deepaka Puriego. 75% zysków pochodzi z eksportowania swoich produktów na cały świat.
Moser Baer produkuje nośniki pod wieloma znanymi markami, takimi jak: 3M, Ricoh, Sony, TDK oraz Verbatim.

## Produkty
- Dyskietki
- Płyty CD
- Płyty DVD

### Moser Baer Home Videos
Firma Moser Baer posiada licencję upoważniającą ją do produkcji i dystrybucji filmów na nośnikach DVD oraz VCD.